# Г
Г je cirilska črka, ki se je razvila iz grške črke Γ. Izgovarja se kot g in se običajno tako tudi prečrkuje v latinico. V nekaterih jezikih se izgovarja tudi kot /ɦ/  - tj. glas med h in g znan tudi v nekaterih zahodnoslovenskih narečjih.
Tradicionalno ime te črke je glagoli (глаголи), v novejšem času pa se bolj uporablja kratko ime ge.
| tiskano | pisano |
| ------- | ------ |
| Г г     | Г г    |

Opomba:
V srbščini in v makedonščini se v rokopisu in v kurzivi po navadi piše malo črko s črtico: . V drugih jezikih prevladuje oblika brez črtice: г in to obliko po navadi vsebujejo tudi standardni računalniški fonti.

## Sorodne črke
Črki Г sta sorodni cirilski črki Ґ in Ѓ.
- Črka Ґ (redkeje tudi Г' tj. Г z apostrofom) se v ukrajinščini uporablja za zapis običajnega zahodnoevropskega glasu g, ki v ukrajinščini nastopa le v tujkah. Navadno črko Г se namreč v ukrajinščini izgovarja kot grleni pripornik /ɦ/ (precej podobno mehkonebnemu g v zahodnih slovenskih narečjih).

- Črka Ѓ se uporablja v makedonščini za zapis mehčanega g - torej gj oziroma g'. Ta glas je podoben (v nekaterih narečjih identičen) glasu đ v srbščini in hrvaščini. Če temu glasu sledi glas e ali i, se črtico na Г izpušča - npr.: ime mesta Гевгелија se izgovarja Gjevgjelija.